# Neus Canyelles i Estapé
Neus Canyelles i Estapé   (Palma, 1966) és una escriptora balear en llengua catalana. És llicenciada en Filologia hispànica i va estudiar la carrera de piano.

## Obra publicada
- 1997 : Neu d'agost. Un llibre de memòries (Premi Bearn de Narrativa 1997).
- 2002 : Els vidres nets i altres contes.
- 2002 : Cap d'Hornos (Premi Ciutat de Palma de novel·la 2002).[4]
- 2006 : L'alè del búfal a l'hivern (Premi El lector de l'Odissea 2006).[5]
- 2010 : La novel·la de Dickens.
- 2013 : Mai no sé què fer fora de casa (Premi Mercè Rodoreda de contes i narracions 2013).[6]
- 2019 : Les millors vacances de la meva vida.
- 2021 : Autobiografia autoritzada (Premi Lletra d'Or 2022).[7]